# Sauce de agua (Rossetti)
Sauce de Agua (Water Willow) es una pintura al óleo de 1871 de Dante Gabriel Rossetti. Representa a Jane Morris ante el paisaje del río cerca de Kelmscott Manor, con la mansión al fondo a la izquierda y la iglesia de Kelmscott debajo de la colina a la derecha, más allá de un embarcadero.

## Origen

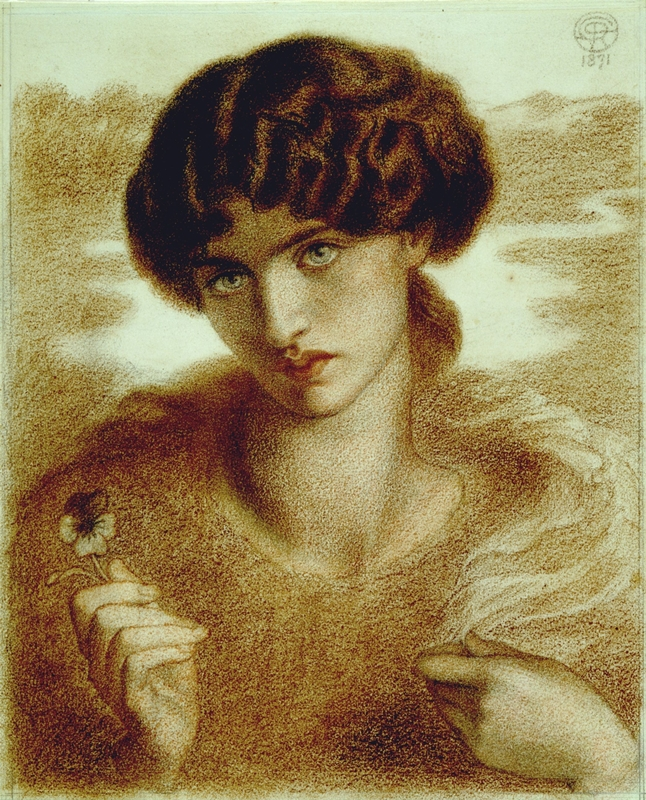
Estudio a tiza para Water Willow. Museos y galería de arte de Birmingham.

En mayo de 1871, William Morris alquiló Kelmscott Manor, una casa solariega de piedra caliza del siglo XVII junto al Támesis, cerca de Kelmscott en Oxfordshire, para pasar el verano escapando de Londres. Rossetti compartió el contrato de arrendamiento, pero la casa pronto se convirtió en un refugio para Rossetti y Jane, la esposa de Morris, donde tuvieron una relación duradera y complicada. Los dos pasaron un verano idílico allí, con las dos hijas de los Morris, en 1871, mientras el propio Morris viajaba a Islandia. Rossetti hizo una versión de Water Willow con tizas de colores en Kelmscott, y luego pintó el pequeño óleo "para que encajara en un hermoso marco antiguo que tengo". En el estudio con tiza, Jane sostiene un pensamiento, símbolo de amor y recuerdo, en lugar de las ramas de sauce de agua, símbolo de tristeza y anhelo, de la pintura final.
En 1877, ante dificultades financieras, Rossetti vendió el cuadro a «un nuevo comprador», William Alfred Turner (1839-1886), un empresario de la hilatura de algodón de Manchester, que también compró Proserpina. Rossetti se disculpó con Jane Morris por vender la obra, diciendo que estaba "muy arrepentido de desprenderse del cuadro de Kelmscott", pero que "sentía que no había alternativa".

## Procedencia y exposiciones
Después de la muerte de Turner, el cuadro fue vendido en una subasta de Christie's el 28 de abril de 1888 y fue comprado por sus albaceas. Sauce de Agua fue la primera pintura prerrafaelita adquirida por el coleccionista estadounidense Samuel Bancroft, quien la compró en 1890. Posteriormente, Bancroft envió el cuadro de regreso a Inglaterra para que lo reparara Charles Fairfax Murray. Murray pidió y recibió el permiso de Bancroft para hacer una copia que le dio a Jane Morris, porque "ella debía tener el cuadro, ya que era uno de sus favoritos". El original fue legado al Museo de Arte de Delaware por los descendientes de Bancroft en 1935.
El cuadro se exhibió en Manchester en 1882 y nuevamente en 1887, en Londres en 1883 y en Filadelfia en 1892. También se exhibió en Wilmington, Delaware en 1917 y 1934, New Haven, Connecticut en 1976, y Liverpool y Ámsterdam en 2003.